# Tambourissa pedicellata
Tambourissa pedicellata là một loài thực vật thuộc họ Monimiaceae. Đây là loài đặc hữu của Mauritius. Môi trường sống tự nhiên của chúng là rừng khô nhiệt đới hoặc cận nhiệt đới.